# Truus Wilders-IJlst
Truus Wilders-IJlst (Amsterdam, 4 februari 1944 – Amersfoort, 19 mei 2019) was een Nederlandse beeldhouwster.

## Leven en werk
Wilders-IJlst raakte als kind geïnteresseerd door vormen toen ze werk zag van Karel Appel. Haar tekenleraar Daan van Driel leerde haar portretten natekenen. Ook kreeg ze in die tijd haar eerste schilderlessen die de eerste basis vormden voor haar realistische werk. Later kreeg Truus Wilders-IJlst schilderles van Gérard Grassère (Utrecht) en beeldhouwen van Pim Knaup in Amersfoort en aan de Hogeschool voor de Kunsten in Kampen. Zij werkte in brons, klei en was.

## Werken (selectie)
- Telefoon, 1980
- Krachtmeting, 1983
- Oude dame, 1983
- Eenzaamheid, 1984
- Ons Genoegen, 1985
- Puber, 1986
- Schaaksimultaan, 1988
- Schaakspel, 1989
- Echtscheiding, 1989
- Scheiding, 1989
- Kat, 1993
- Jonge vrouw, 1995
- Afhankelijkheid, 1996
- Jacqueline, 1998
- Gezin, 1998
- Vertrouwen, 1999
- Nieuwe mens, 1999
- Ezechiël, 2005
- Hoe is 't, 2006

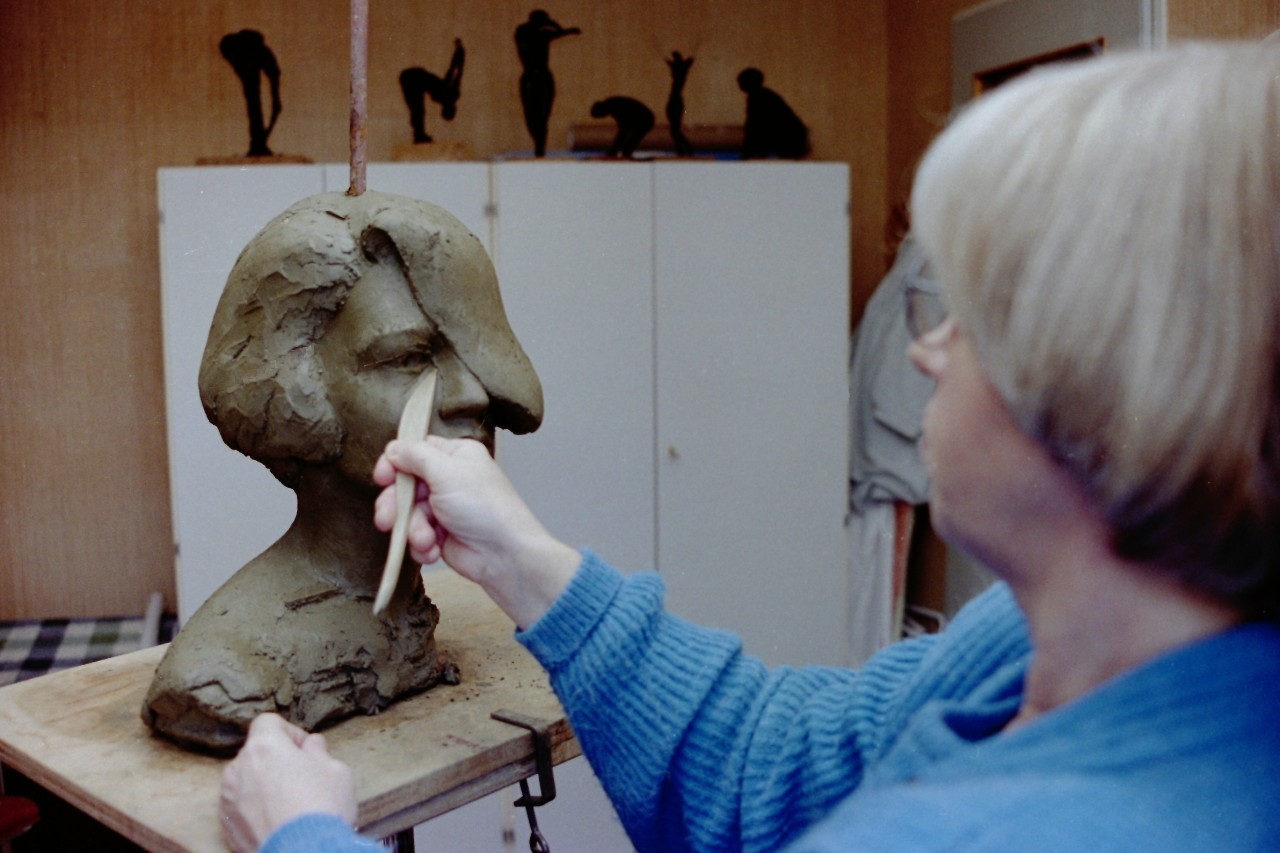
Truus Wilders-IJlst aan het werk (1995)

- Monument Verzetsgroep Westerkerk Amersfoort, 2006
- Stationschef, 2009
- Monument Bullenhuser Damm, 2010
- Leven, 2010
- Samen Goud, 2015
- Bab, 2018

## Galerij

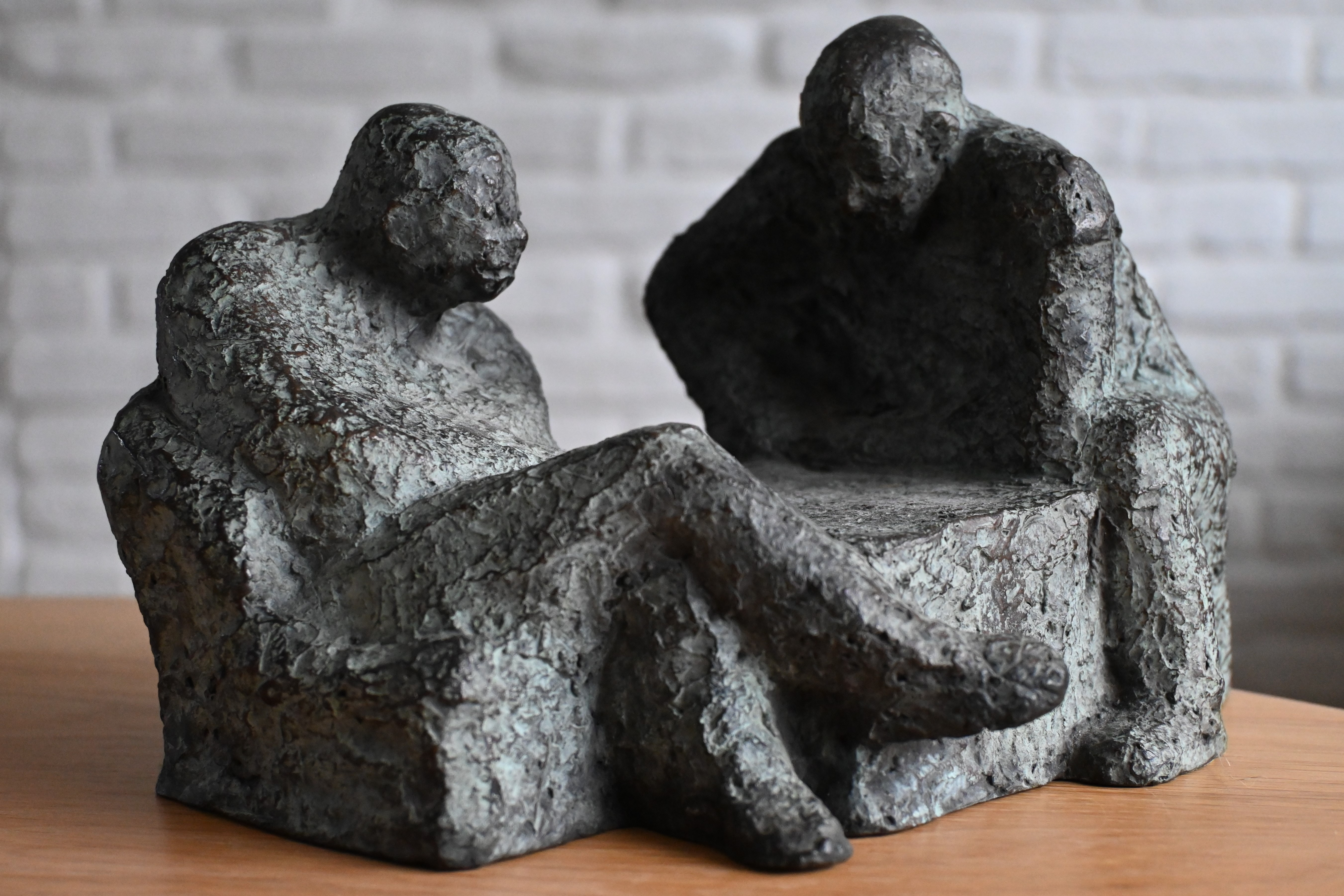
Ons Genoegen (1985)
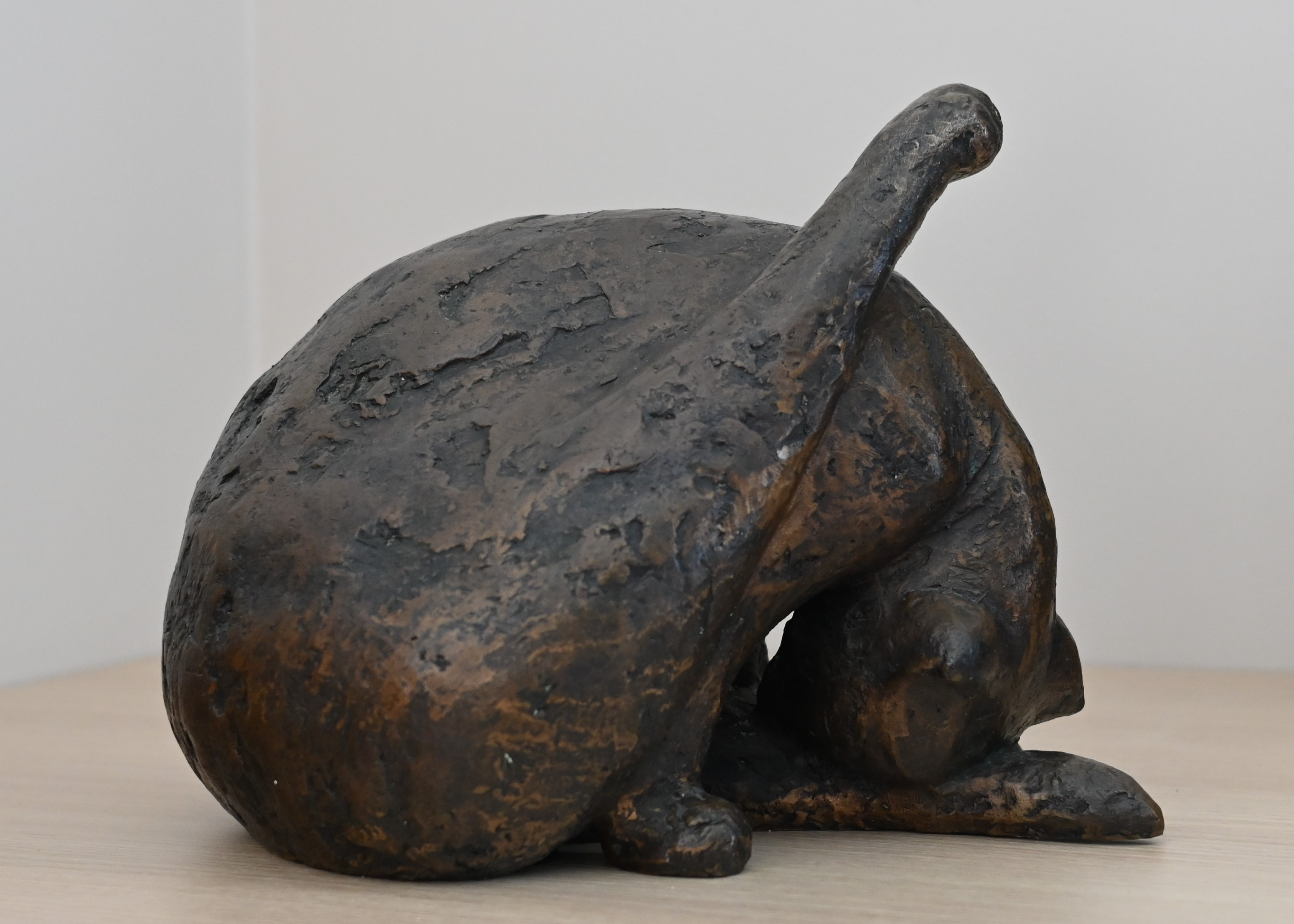
Kat (1993)
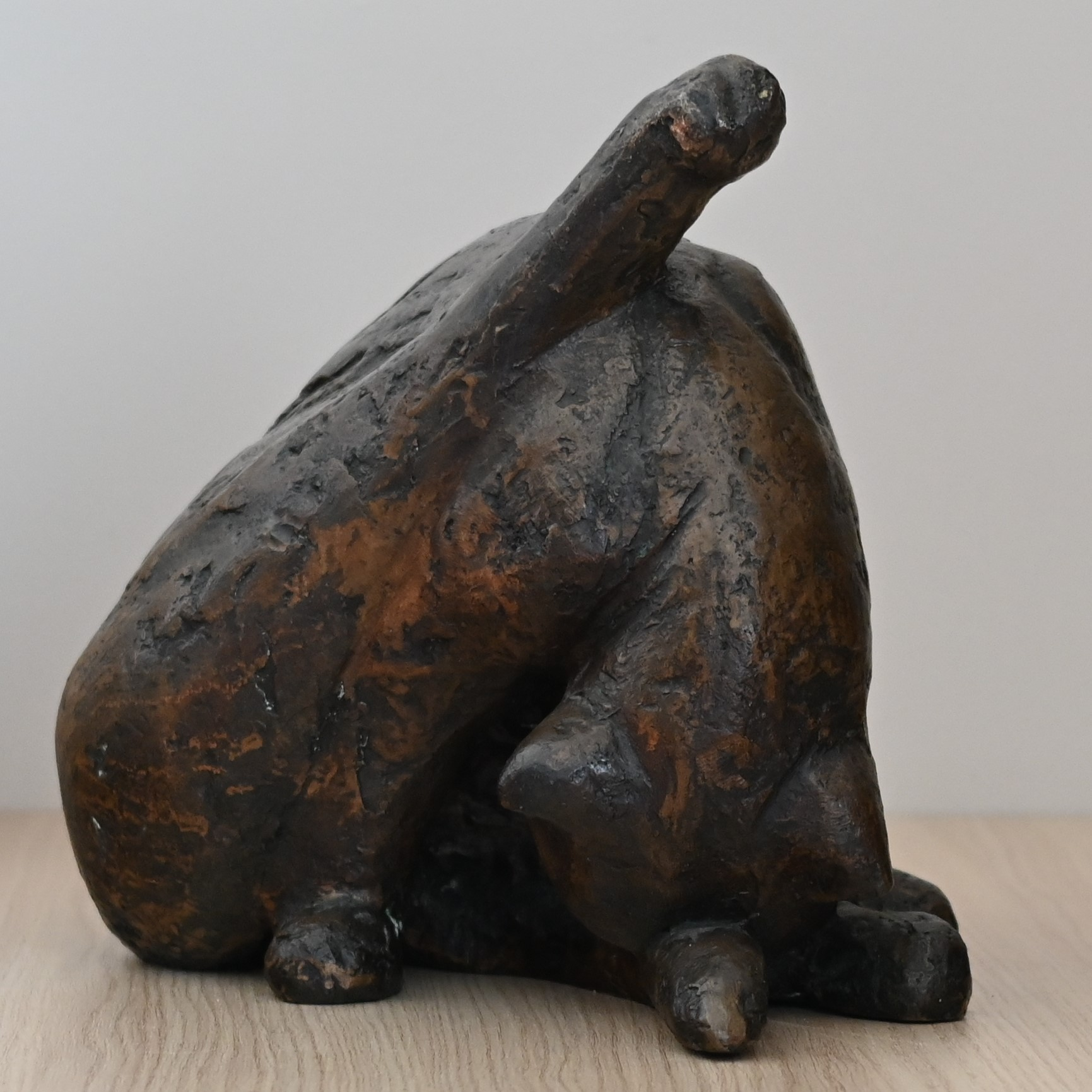
Kat (1993)
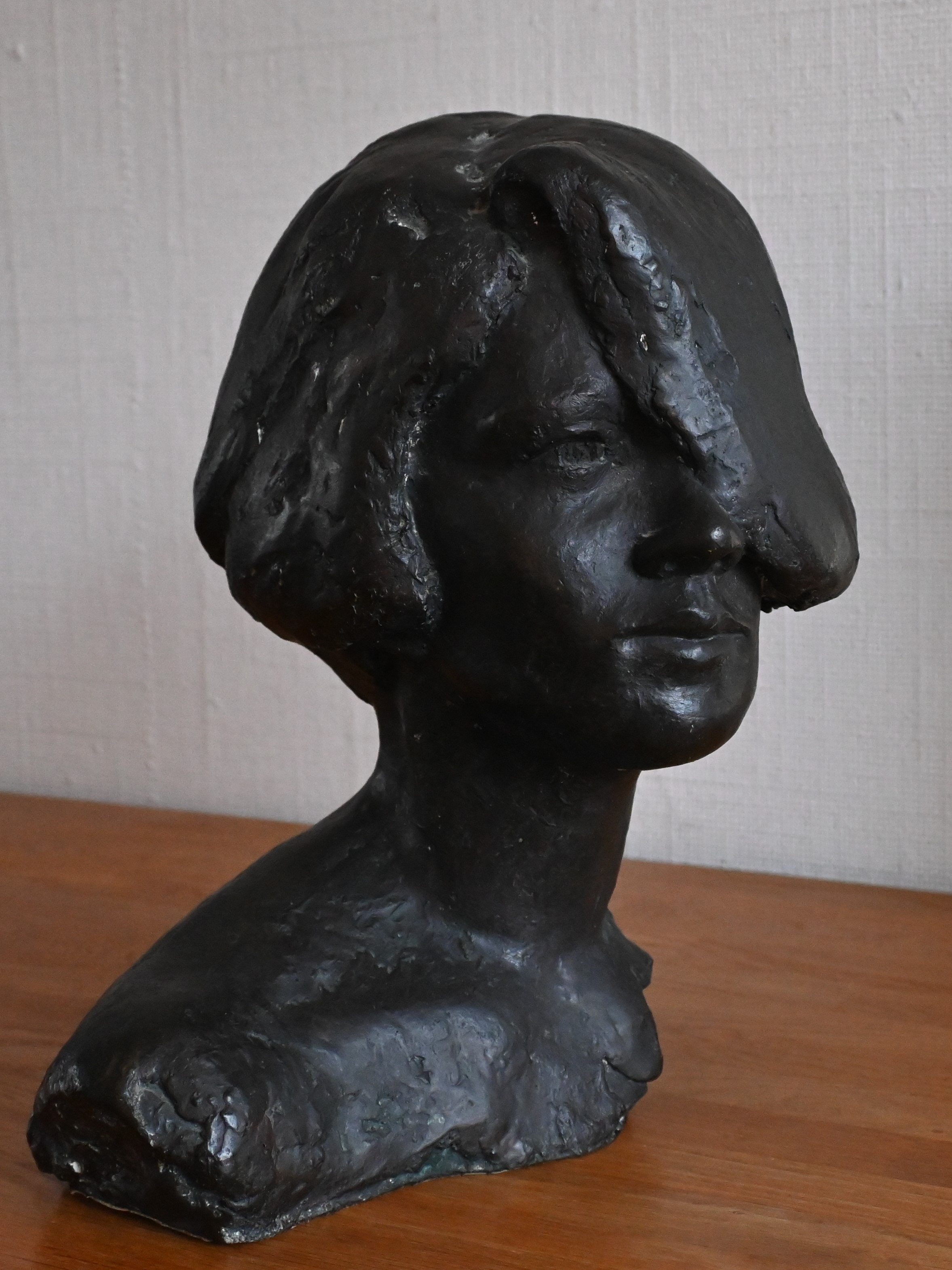
Jonge vrouw (1995)
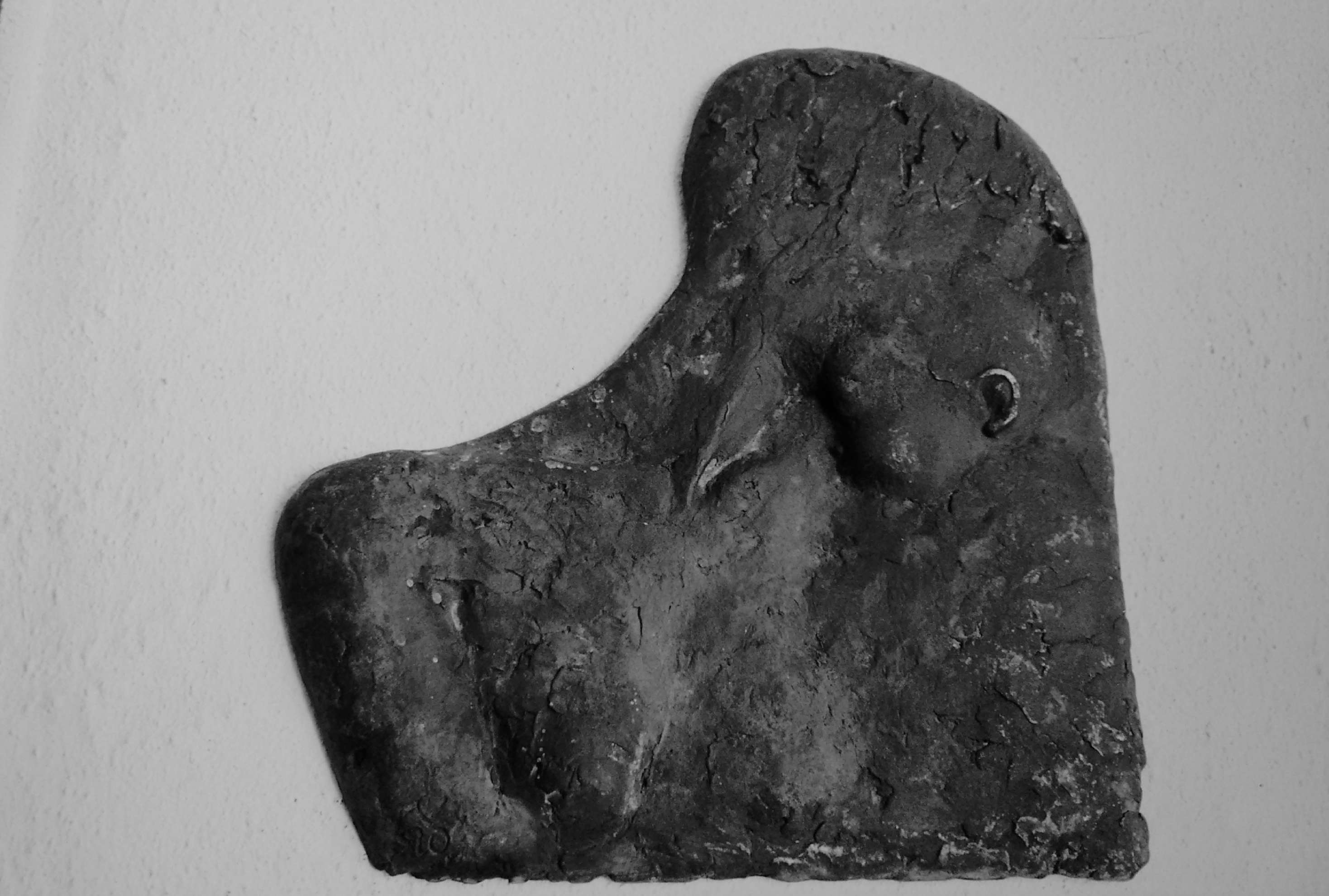
Afhankelijkheid (1996)
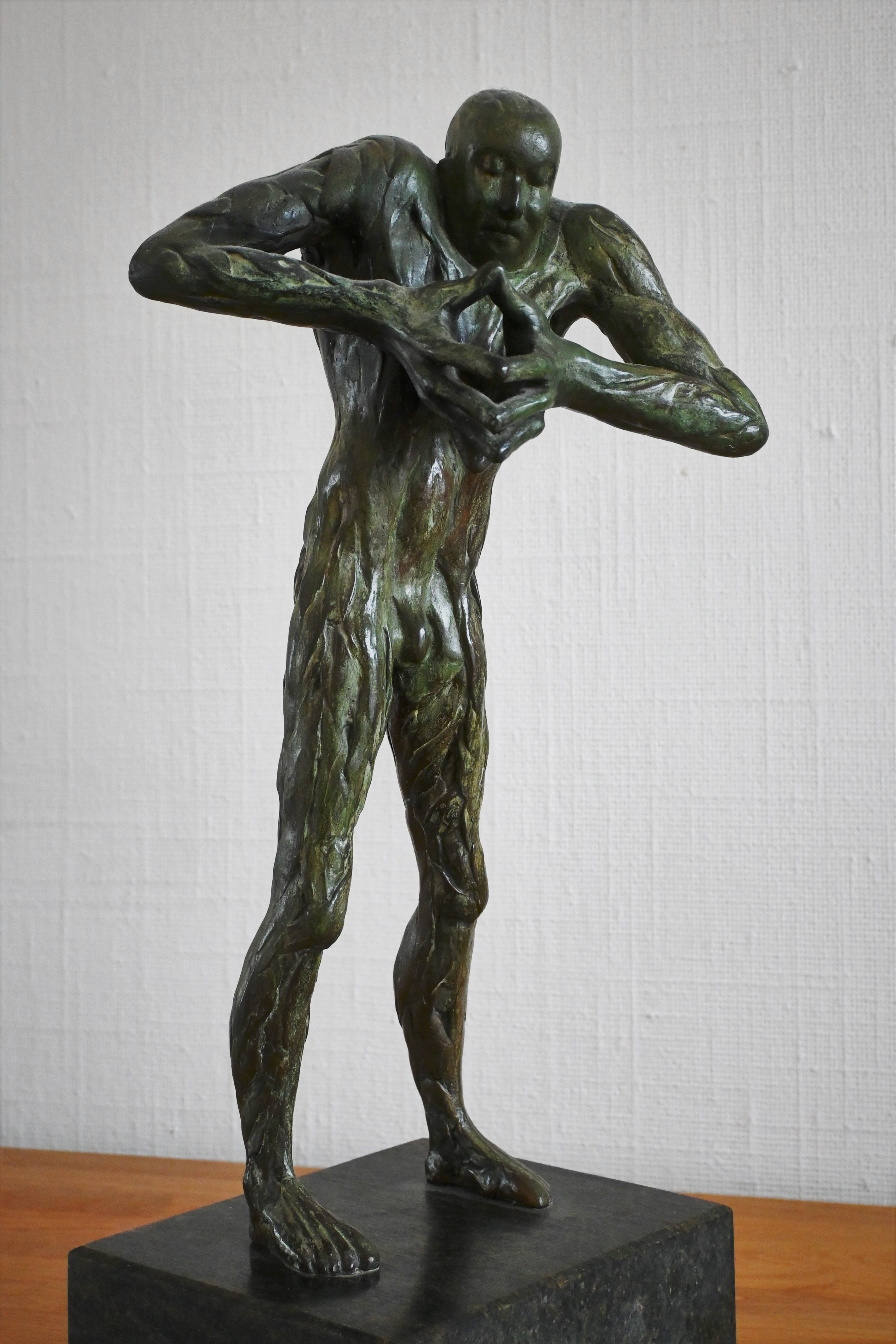
Ezechiël (2005)
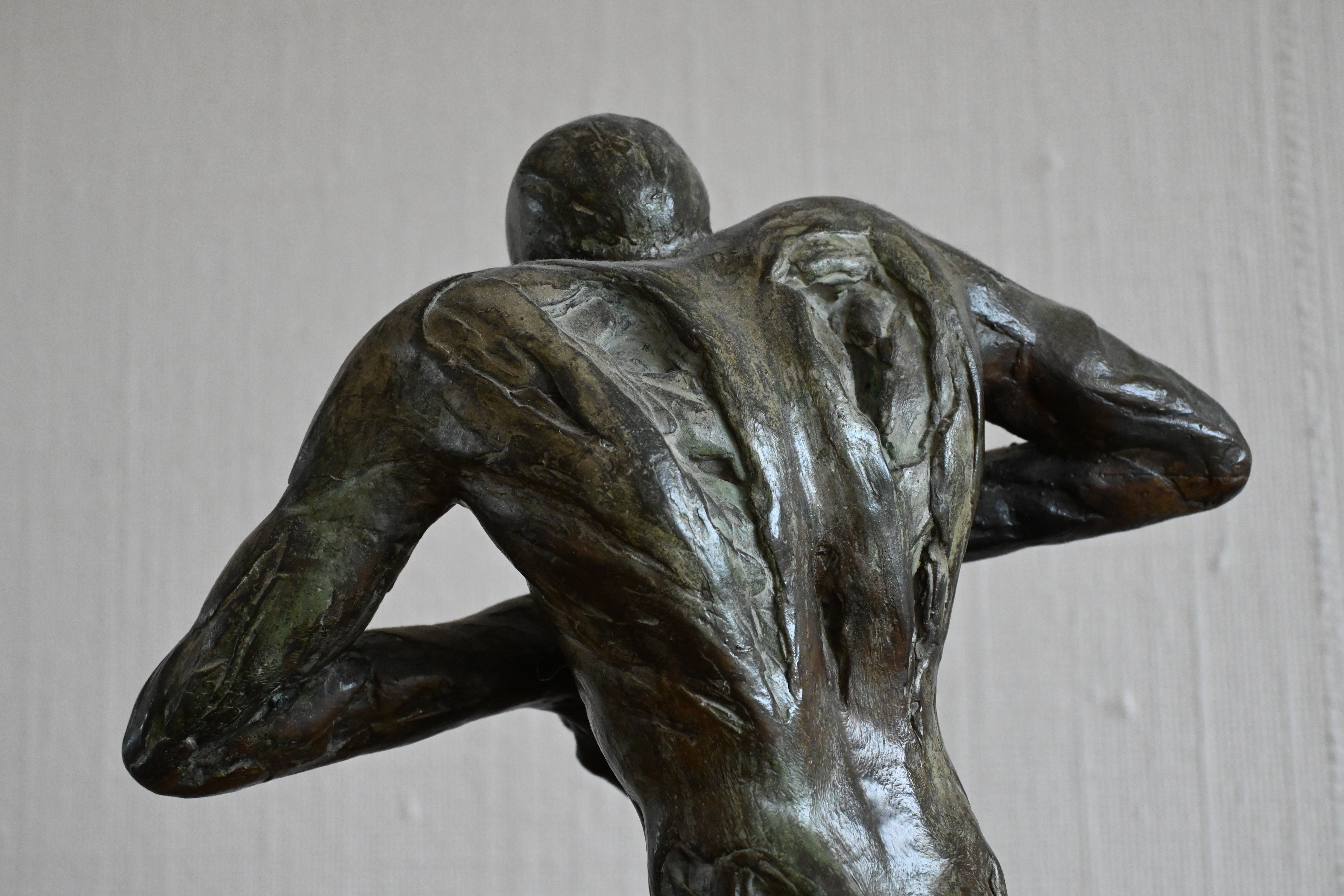
Ezechiël (2005) - detail achterzijde
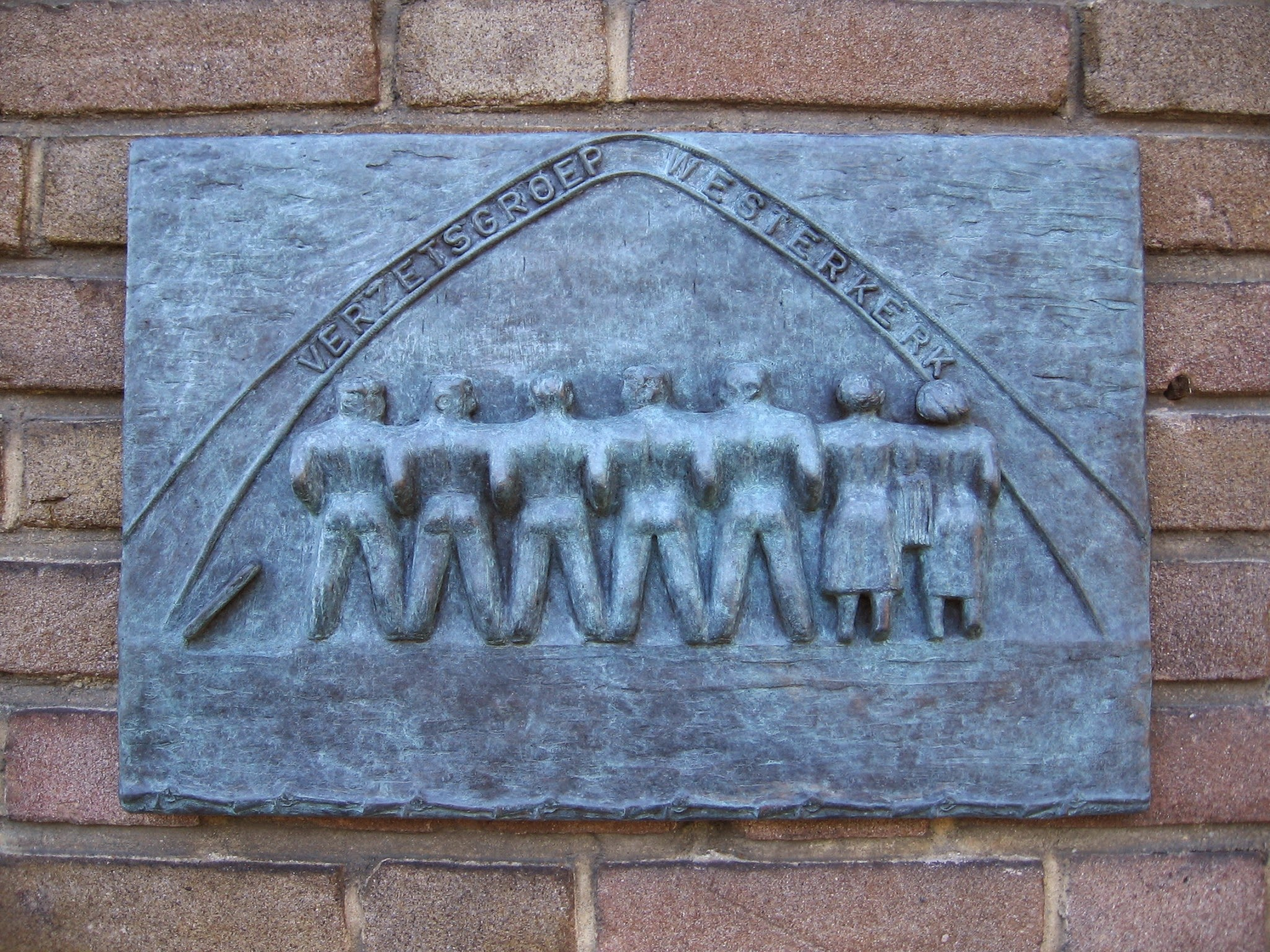
Monument Verzetsgroep Westerkerk (Amersfoort) (2006)
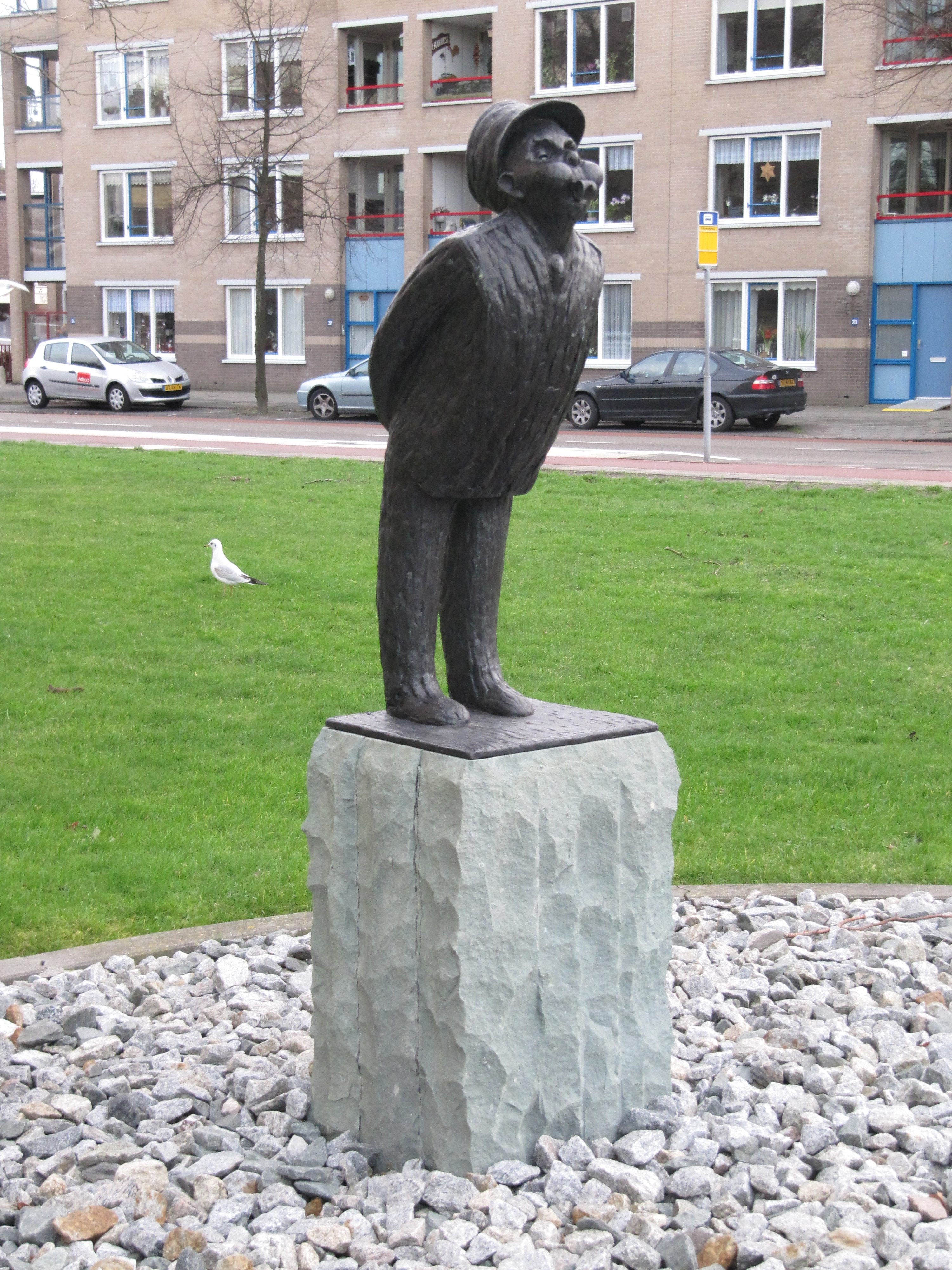
Stationschef (2009), bij woonzorgcentrum Puntenburg in Amersfoort
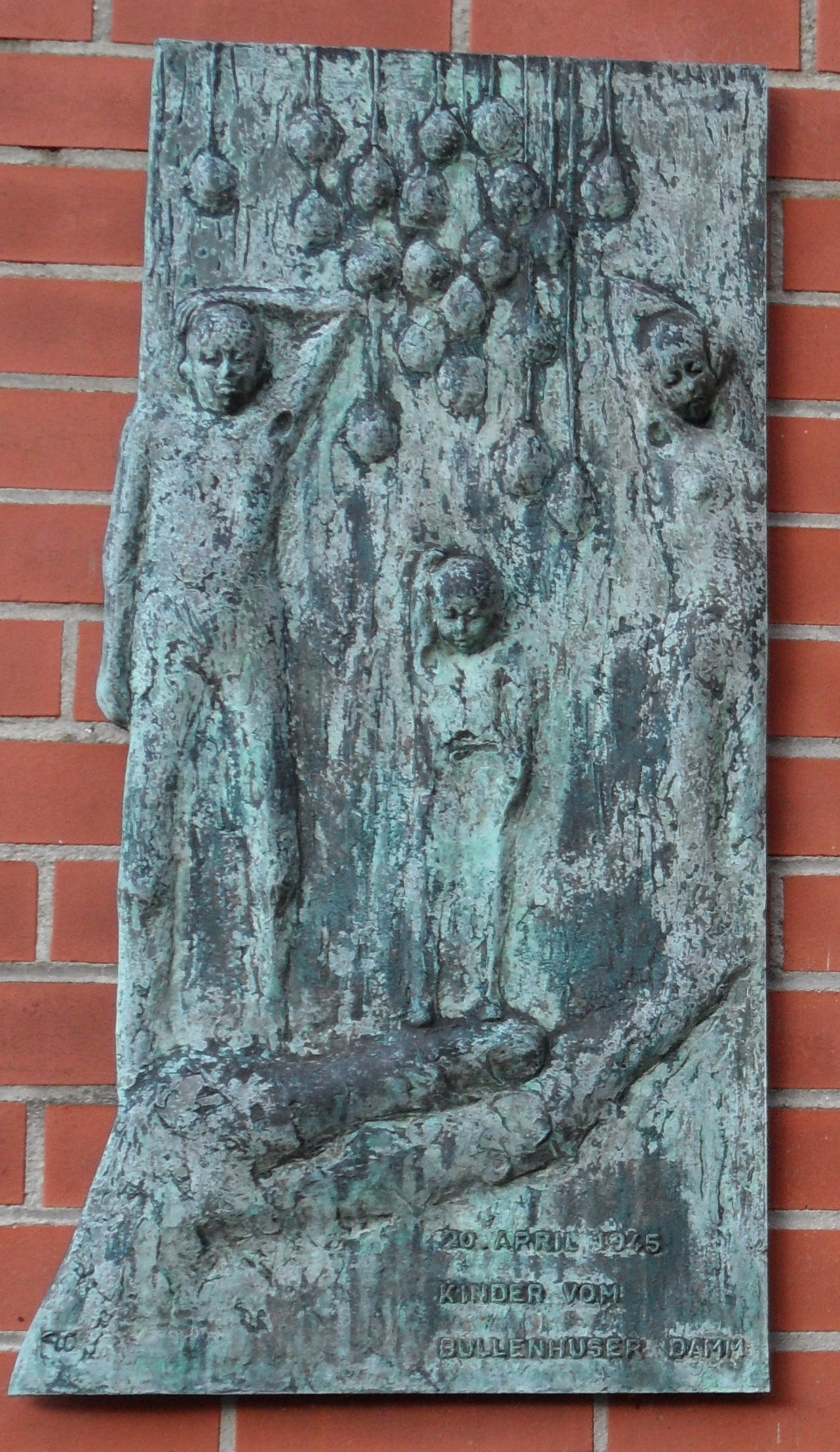
Monument Bullenhuser Damm (2010), Christopherushaus Schnelsen

- RKD-Nederlands Instituut voor Kunstgeschiedenis: 127527